# Distretto di San Miguelito
Il distretto di San Miguelito è un distretto di Panama nella provincia di Panama con 280.777 abitanti, secondo il censimento del 2023

## Geografia antropica

### Suddivisioni amministrative
Il distretto è suddiviso in 10 comuni (corregimientos):
- San Miguelito
- Amelia Denis de Icaza
- Belisario Porras
- José Domingo Espinar
- Mateo Iturralde
- Victoriano Lorenzo
- Arnulfo Arias
- Belisario Frías
- Omar Torrijos
- Rufina Alfaro